# Le Samyn 2021
La 53e édition du Samyn, une course cycliste masculine sur route, a lieu en Belgique le 2 mars 2021. L'épreuve est disputée sur 205,4 kilomètres entre Quaregnon et Dour. Elle fait partie du calendrier UCI Europe Tour 2021 en catégorie 1.1, ainsi que de la Coupe de Belgique 2021, et est remportée au sprint par Tim Merlier de l'équipe Alpecin-Fenix.

## Équipes participantes
| WorldTeams (7)- AG2R Citroën Team - Cofidis - Deceuninck-Quick Step - Intermarché-Wanty-Gobert Matériaux - Israel Start-Up Nation - Lotto Soudal - Qhubeka Assos ProTeams (9)- Delko - Alpecin-Fenix - B&B Hotels p/b KTM - Bingoal-WB - Arkéa-Samsic - Rally Cycling - Sport Vlaanderen-Baloise - Total Direct Énergie - Uno-X Pro Cycling Team Équipes continentales (9)- BEAT Cycling - Canyon dhb SunGod - Groupama-FDJ Continental - Development Team DSM - Lviv - Jumbo-Visma Development Team - Leopard - SEG Racing Academy - Tarteletto-Isorex |
| |

## Classements

### Classement final
| \| Classement général \| Classement général \| Classement général \| Classement général \| Classement général \| \| Coureur \| Coureur \| Pays \| Équipe \| Temps \| \| ------------------ \| ------------------ \| ------------------ \| ---------------------------------- \| ------------------ \| \| 1er \| Tim Merlier \| Belgique \| Alpecin-Fenix \| 4 h 34 min 29 s \| \| 2e \| Rasmus Tiller \| Norvège \| Uno-X Pro Cycling Team \| + 0 s \| \| 3e \| Andrea Pasqualon \| Italie \| Intermarché-Wanty-Gobert Matériaux \| + 0 s \| \| 4e \| Sep Vanmarcke \| Belgique \| Israel Start-Up Nation \| + 0 s \| \| 5e \| Hugo Hofstetter \| France \| Israel Start-Up Nation \| + 0 s \| \| 6e \| Amaury Capiot \| Belgique \| Arkéa-Samsic \| + 0 s \| \| 7e \| John Degenkolb \| Allemagne \| Lotto-Soudal \| + 0 s \| \| 8e \| Dimitri Claeys \| Belgique \| Qhubeka Assos \| + 0 s \| \| 9e \| Timothy Dupont \| Belgique \| Bingoal-WB \| + 0 s \| \| 10e \| Milan Menten \| Belgique \| Bingoal-WB \| + 0 s \| |                  |           |                                    |                 |
| |                  |           |                                    |                 |
| Source : ProCyclingStats |                  |           |                                    |                 |
| Classement général |                  |           |                                    |                 |
| Coureur | Coureur          | Pays      | Équipe                             | Temps           |
| 1er | Tim Merlier      | Belgique  | Alpecin-Fenix                      | 4 h 34 min 29 s |
| 2e | Rasmus Tiller    | Norvège   | Uno-X Pro Cycling Team             | + 0 s           |
| 3e | Andrea Pasqualon | Italie    | Intermarché-Wanty-Gobert Matériaux | + 0 s           |
| 4e | Sep Vanmarcke    | Belgique  | Israel Start-Up Nation             | + 0 s           |
| 5e | Hugo Hofstetter  | France    | Israel Start-Up Nation             | + 0 s           |
| 6e | Amaury Capiot    | Belgique  | Arkéa-Samsic                       | + 0 s           |
| 7e | John Degenkolb   | Allemagne | Lotto-Soudal                       | + 0 s           |
| 8e | Dimitri Claeys   | Belgique  | Qhubeka Assos                      | + 0 s           |
| 9e | Timothy Dupont   | Belgique  | Bingoal-WB                         | + 0 s           |
| 10e | Milan Menten     | Belgique  | Bingoal-WB                         | + 0 s           |

### Classements UCI
La course attribue des points au Classement mondial UCI 2021 selon le barème suivant.
| Position           | 1er | 2e | 3e | 4e | 5e | 6e | 7e | 8e | 9e | 10e | 11e | 12e | 13e à 15e | 16e à 25e |
| Classement général | 125 | 85 | 70 | 60 | 50 | 40 | 35 | 30 | 25 | 20  | 15  | 10  | 5         | 3         |

## Liste de participants
| Légende | Légende                                                                    | Légende | Légende                                                    |
| ------- | -------------------------------------------------------------------------- | ------- | ---------------------------------------------------------- |
| Num     | Dossard de départ porté par le coureur sur ce Le Samyn                     | Pos     | Position à l'arrivée de la course                          |
|         | Indique un maillot de champion national ou mondial, suivi de sa spécialité | NP      | Indique un coureur qui n'a pas pris le départ de la course |
| AB      | Indique un coureur qui n'a pas terminé la course                           | HD      | Indique un coureur qui a terminé la course hors des délais |